# Spilosoma pelopea
Spilosoma pelopea är en fjärilsart som beskrevs av Druce 1897. Spilosoma pelopea ingår i släktet Spilosoma och familjen björnspinnare. Inga underarter finns listade i Catalogue of Life.